# 間藤早太
間藤 早太（まとう はやた）は日本の構造家。ものつくり大学教授。一級建築士。

## 主要経歴
1995年に日本大学理工学部 建築学科 卒業後、金箱構造設計事務所をへて間藤構造設計事務所。

## 構造設計実績・業績
- 安山宣之建築設計事務所 - 「UTH（個人住宅）」（2015年度グッドデザイン賞）
- group-scoop - 「ハコフネ」（いばらきデザインセレクション選定）[1]
- SABAOARCH - 「西原の壁」（第41回東京建築賞最優秀賞）[2]
- 山本卓郎建築設計事務所 - 「三万冊の本の家」[3][4]
- 岩崎整人建築設計事務所 - 「七里ガ浜の家」[5]
- 平田晃久建築設計事務所 - 「sarugaku」[6]
- オンデザインパートナーズ - 「庭を眺める居場所」
- 奥野公章建築設計室 - 「若草の家」[7]、「鴨川の家」[8]、「浄妙寺の家」[9]
- Bariquant. - 「神楽坂の中庭がある集合住宅」[10]
- FLATHOUSE/坂野由典.工藤和美 - 「世田谷2丁目の住宅」[11]
- KAO - 「B HOUSE」[12]